# Confine tra Ciad e Sudan
Il confine tra il Ciad e il Sudan ha una lunghezza di 1403 km e va dal triplice confine con la Libia a nord fino al triplice confine con la Repubblica Centrafricana a sud.

## Descrizione
Il confine inizia a nord al triplice confine con la Libia sul 24º meridiano est, e segue tale meridiano per 423 km (263 m) prima di raggiungere il Wadi Hawar. Il confine forma quindi una linea molto irregolare fino al triplice confine con la Repubblica Centrafricana, delimitata da numerosi piccoli corsi d'acqua, colline e altri elementi naturali. L'area settentrionale del confine si trova all'interno del deserto del Sahara, la parte centrale si estende all'interno del Sahel e le aree più a sud sono costituite da praterie e savane.

## Storia
Il confine emerse per la prima volta durante la Spartizione dell'Africa, un periodo di intensa competizione tra le potenze europee nel tardo XIX secolo per il controllo dei territori in Africa. Il processo culminò nella Conferenza di Berlino del 1884, in cui le nazioni europee interessate concordarono sulle rispettive rivendicazioni territoriali e sulle regole degli impegni futuri. Come risultato di ciò, la Francia ottenne il controllo dell'alta valle del fiume Niger (più o meno equivalente alle aree moderne di Mali e Niger), e anche le terre esplorate da Pierre Savorgnan de Brazza per la Francia in Africa centrale (più o meno equivalenti al moderno Gabon e Repubblica del Congo). Da queste basi i francesi esplorarono ulteriormente l'interno, collegando infine le due aree in seguito alle spedizioni dell'aprile 1900 che si unirono a Kousséri, nell'estremo nord del moderno Camerun. Queste regioni appena conquistate furono inizialmente governate come territori militari, con le due aree successivamente organizzate nelle colonie federali dell'Africa occidentale francese (Afrique occidentale française, abbreviato AOF) e dell'Africa equatoriale francese (Afrique équatoriale française, AEF). Nel frattempo gli inglesi conquistarono il Sudan negli anni 1890 e amministrarono un condominio con l'Egitto (Sudan anglo-egiziano).

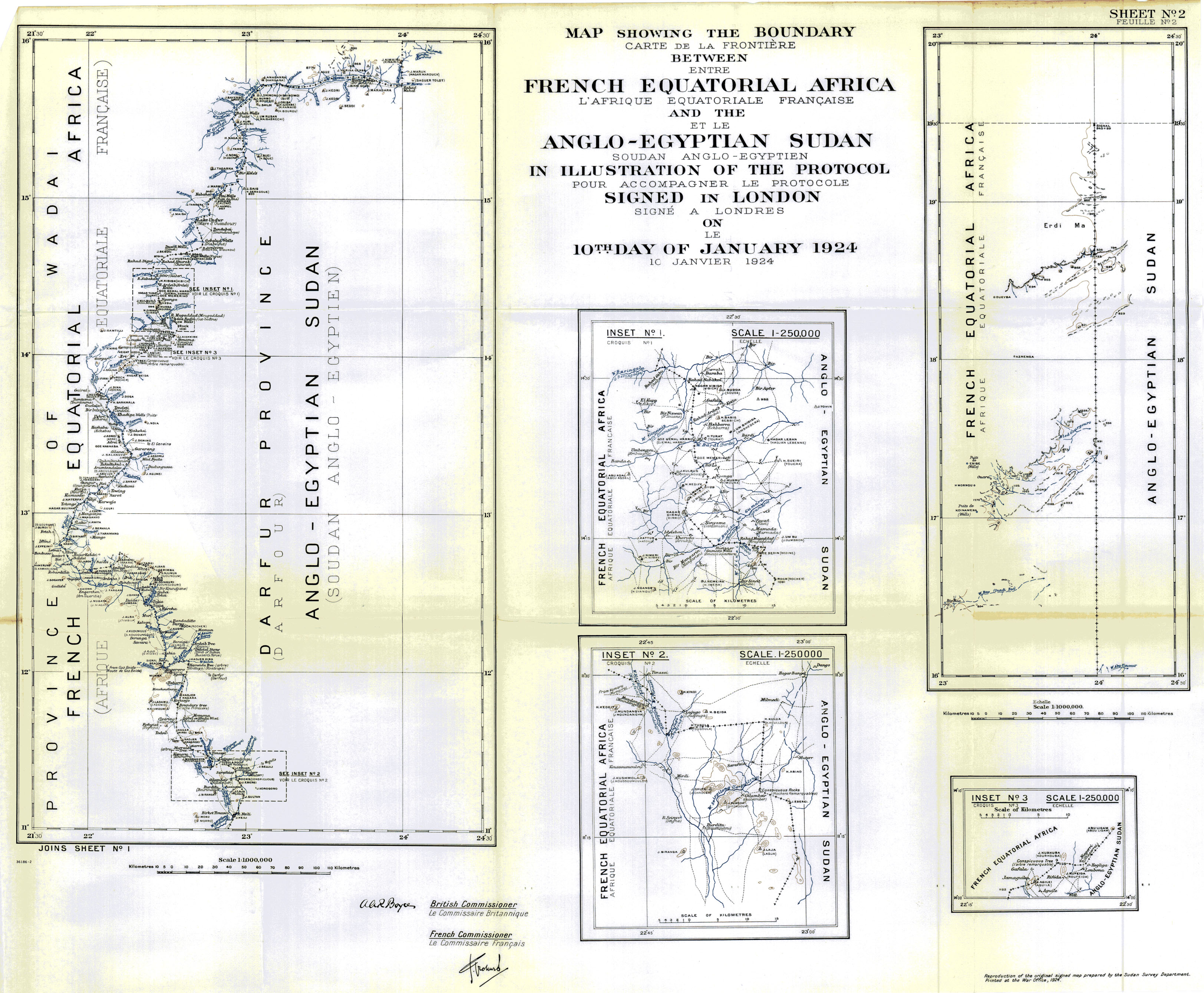
Mappa del confine prodotta nel 1924 seguendo l'intera demarcazione del confine tra Gran Bretagna e Francia

Nel 1898-99 Gran Bretagna e Francia si accordarono sulle loro reciproche sfere di influenza. Nel nord, l'influenza francese non sarebbe andata oltre dalla linea diagonale che va dall'intersezione del Tropico del Cancro e dal 16º meridiano est al 24º meridiano est, ovvero la maggior parte del moderno confine tra Ciad e Libia. A est la frontiera sarebbe continuata a sud lungo il 24º meridiano fino al confine del Sultanato del Darfur in prossimità del 15º parallelo nord, dopodiché avrebbe seguito approssimativamente il confine tra il Darfur e il Sultanato di Wadai. Il punto preciso di congiunzione del 16º e 24º meridiano (cioè l'attuale triplice frontiera Ciad-Libia-Sudan) venne affermato alla Convenzione anglo-francese dell'8 settembre 1919. Il confine AEF-Sudan anglo-egiziano fu delimitato sul terreno da una commissione anglo-francese nel 1921-23 e il confine finale fu ratificato il 21 gennaio 1924. Nel 1935 Francia e Italia firmarono un trattato che avrebbe assegnato la Striscia di Aozou alla Libia italiana, spostando così il triplice confine a sud, tuttavia esso non fu mai ratificato.
Il 1º gennaio 1956 il Sudan anglo-egiziano dichiarò l'indipendenza come Repubblica del Sudan; il Ciad seguì più tardi l'11 agosto 1960 e così il confine divenne una frontiera internazionale tra i due stati indipendenti. Da allora le relazioni bilaterali tra i due stati furono spesso tese, a causa dell'accusa reciproca di ospitare vari gruppi ribelli ai quali era consentito varcare il confine. Ad esempio, il Sudan offrì rifugio al gruppo ribelle FROLINAT nel Sudan occidentale durante la prima guerra civile ciadiana (1965-79), e successivamente al Movimento di salvezza patriottico dell'attuale presidente ciadiano Idriss Déby, che invase il Ciad dalla sua base in Darfur nel 1990, rovesciando l'allora presidente ciadiano Hissène Habré. Le relazioni diplomatiche si deteriorarono costantemente negli anni successivi quando il Ciad fu coinvolto nel conflitto del Darfur avendo ospitato un gran numero di rifugiati che attraversavano il confine. A seguito di un attacco alla città di confine ciadiana di Adré nel 2005 da parte del gruppo ribelle ciadiano R.D.L. (Rassemblement pour la Démocratie et la Liberté), il Ciad ha pubblicamente accusato il Sudan di appoggiarlo. La successiva guerra tra ha contrapposto Ciad e Sudan ha provocato numerose incursioni e combattimenti transfrontalieri, fino a quando non è stato concordato un trattato di pace nel 2010.

## Insediamenti vicino al confine

### Chad
- Bahaï
- Teriba
- Mayba
- Sogoni
- Guéréda
- Birak
- Bali
- Ardemi
- Goundou
- Kawa
- Toumtouma
- Biske
- Adré
- Amdjereme
- Borota
- Ambakali
- Gargounyou
- Goz Merem
- Hilleket
- Kirana
- Bir Kandji
- Am Leiouna
- Adé
- Moudouga
- Chuchumoru
- Hadjer Beid
- Madoyna
- Madoua
- Niarinion
- Arday
- Mongororo
- Gabasour
- Kedet
- Bourtoutou
- Nzili

### Sudan
- Likoyla
- Karnoi
- Tandubayah
- Girgira
- Melmelli
- Geneina
- Misterei
- Tabbi Nyebbei
- Beida
- Chero Kasi
- Habilah
- Bandadito
- Foro Burunga
- Babil
- Timassi